# 전조 (오호 십육국)
전조(前趙, 304년 ~ 329년)는 오호십육국시대 유연(劉淵)이 건국한 나라이다. 처음 국호는 한(漢)이었으나 후에 조(趙)로 변경하였다. 같은 시대 석륵이 같은 이름의 조(趙)를 세웠기에 유연의 조를 전조, 석륵의 조를 후조라고 구별지어 부르게 되었다.

## 역사
후한 말기부터 중국의 통일 왕조들은 흉노와 선비족 등 주변 민족들을 용병으로 고용하였다. 특히 흉노의 분열 이후 남흉노가 대거 병주(지금의 산서성 일대)에 정착하여 중국의 북방을 방어하는 번병(藩屛)의 역할을 하였다. 3세기 말, 팔왕의 난이 일어나 서진이 혼란에 빠지고, 남흉노의 좌부수(左部帥) 유연은 서진 황족들의 권력다툼에 용병으로 개입하면서 독립을 모의하게 되었다.
업의 성도왕 사마영(司馬穎)에게 용병으로 고용되었던 유연은 사마영의 몰락이 가시화되자 사마영을 속이고 업에서 빠져나와 흉노의 거주지인 병주로 향했다. 병주 서하군의 이석에서 거병한 유연은 304년 10월에 한(漢)을 건국하였다. 유연은 아들 유총과 친족인 유요, 갈족의 석륵 등을 거느리고 병주 중남부를 점령하고 서진의 수도 낙양을 압박하였다. 308년에 유연은 황제에 즉위하고 다음해에 수도를 평양으로 옮겼다.
310년 유연이 죽고 장남 유화가 제위를 물려받았으나, 인망이 없어 동생 초왕 유총이 모반을 일으켰다. 유화를 살해하고 제위를 계승한 유총은 311년 서진의 수도 낙양을 함락시켜 회제를 사로잡았다(영가의 난). 장안에서 민제가 즉위하여 저항하였으나, 유총은 316년에 장안을 함락시키고 민제도 사로잡았다. 이로써 서진은 멸망하였으며 이때부터를 오호십육국 시대라고 부른다. 유총의 치세에 한은 화북 일대를 공격하여 세력을 확대하였다. 유요는 장안 방면으로 진출하여 옹주·진주 일대를 점령하였으며, 석륵은 하북의 기주와 병주 북부를 점령하였다. 그러나 유총의 치세에 유요와 석륵이 점령한 지방은 사실상 독립적인 군벌화되었다.
318년 유총이 죽고 아들인 유찬이 뒤를 계승했으나 외척 근준이 반란을 일으켜 유찬을 죽이고 유씨 일족을 몰살시켰다. 장안의 유요와 하북의 석륵은 반란을 진압하기 위해 출진하였으며, 유요는 죽은 유찬의 뒤를 이어 황제에 즉위하고 석륵을 조공에 봉하였다. 12월에 석륵이 평양을 점령하여 반란을 제압하였으나 319년에 유요가 석륵을 공격함으로써 유요와 석륵 두 군벌은 공식적으로 결별하였다. 유요는 국호를 조(趙)로 고치고 묵돌선우의 후계자임을 공식적으로 선언하였으며, 석륵은 11월에 양국에서 조왕으로 즉위하였다(후조). 유요는 저족·강족, 구지, 전량 등을 공격하여 복속시켰으며, 325년에 낙양 근방에서 후조와 대결하였으나 패배하였다. 이후 전량이 독립하고 구지의 저항이 계속되어 전조의 국력은 계속 약화되었으며, 328년 겨울, 낙양에서 후조와 전투를 치른 끝에 유요가 석륵에게 포로로 사로잡혔다. 아들 유희가 상규(上邽)에서 뒤를 이어 즉위하였으나, 329년 석호가 유희를 사로잡고 전조를 멸망시켰다.

## 한나라와의 관계
유연은 304년에 자립하여 나라를 세우면서 국호를 한(漢)이라고 정하였다. 흉노와 한나라는 기원전 2세기에 형제의 맹약을 하였는데, 유연은 이 형제의 맹세를 근거로 이미 멸망한 형 한나라의 뒤를 이어 동생 흉노가 한나라를 건국한다고 주장하였다. 이에 따라 유연은 전한 고제, 후한 광무제, 촉한 소열제 등을 조상으로 추존하여 제사하였다.
유연은 한의 계승자를 자처하였으나, 실제로는 한 왕실의 후예를 간접적으로 살해하였다. 산양공을 계승했던 유추의 죽음으로 인해 후한 왕실의 직계자손은 끊어지게 되었다. 또한 촉한 소열제 유비의 자손은 대부분 영가의 난에 휘말려 살해당하였고, 성한으로 도망친 유현만이 살아 남았다.
유요는 319년에 장안에서 국호를 조(趙)로 고치면서 한의 황제들에게 제사하던 것을 폐지하고 흉노의 선우인 묵돌선우를 모셨다. 이로써 한나라의 후예를 자처하던 흉노의 한나라는 사라지고 흉노의 후예를 자처하는 조나라가 성립되었다.
유연이 한 왕실의 후예를 자처한 것에서 상상력을 발휘하여 유연을 촉한의 후손으로 설정하여 창작된 소설인 《후삼국지》가 일본에서 출판되기도 하였다.

## 역대황제일람
| 대수                 | 묘호                               | 시호                              | 휘                   | 연호                                                                                                | 재위기간             | 능호                 |
| 한(漢) 304년 ~ 318년 | 한(漢) 304년 ~ 318년               | 한(漢) 304년 ~ 318년              | 한(漢) 304년 ~ 318년 | 한(漢) 304년 ~ 318년                                                                                | 한(漢) 304년 ~ 318년 | 한(漢) 304년 ~ 318년 |
| -------------------- | ---------------------------------- | --------------------------------- | -------------------- | --------------------------------------------------------------------------------------------------- | -------------------- | -------------------- |
| -                    | -                                  | 한왕 (漢王)                       | 유연(劉淵)           | 원희(元熙) 304년 ~ 308년                                                                            | 304년 ~ 308년        | 영광릉(永光陵)       |
| 제1대                | 한 고조 (漢高祖) (한 태조<漢太祖>) | 광문황제 (光文皇帝)               | 유연(劉淵)           | 영봉(永鳳) 308년 ~ 309년 하서(河瑞) 309년 ~ 310년                                                   | 308년 ~ 310년        | 영광릉(永光陵)       |
| 제2대                | -                                  | 폐황제 (廢皇帝) (양왕<梁王>)      | 유화(劉和)           | -                                                                                                   | 310년                | -                    |
| 제3대                | 한 열종 (漢烈宗)                   | 소무황제 (昭武皇帝)               | 유총(劉聰)           | 광흥(光興) 310년 ~ 311년 가평(嘉平) 311년 ~ 315년 건원(建元) 315년 ~ 316년 인가(麟嘉) 316년 ~ 318년 | 310년 ~ 318년        | 선광릉(宣光陵)       |
| 제4대                | -                                  | 은황제 (隱皇帝)                   | 유찬(劉粲)           | 한창(漢昌) 318년                                                                                    | 318년                | -                    |
| 비정통               | -                                  | 효정황제 (孝靖皇帝) (천왕<天王>)  | 근준(靳準)           | -                                                                                                   | 318년                | -                    |
| 조(趙) 318년 ~ 329년 |                                    |                                   |                      | |                      |                      |
| -                    | -                                  | 경황제 (景皇帝) (소문제 추숭)     | 유량(劉亮)           | -                                                                                                   | -                    | -                    |
| -                    | -                                  | 헌황제 (獻皇帝) (소문제 추숭)     | 유광(劉廣)           | -                                                                                                   | -                    | -                    |
| -                    | -                                  | 의황제 (懿皇帝) (소문제 추숭)     | 유방(劉防)           | -                                                                                                   | -                    | -                    |
| -                    | -                                  | 선무황제 (宣武皇帝) (소문제 추숭) | -                    | -                                                                                                   | -                    | -                    |
| 제5대                | -                                  | 소문황제 (昭文皇帝)               | 유요(劉曜)           | 광초(光初) 318년 ~ 328년                                                                            | 318년 ~ 328년        | -                    |
| 제6대 (비정통)       | -                                  | 말황제 (末皇帝)                   | 유희(劉熙)           | 광초(光初) 328년 ~ 329년                                                                            | 328년 ~ 329년        | -                    |

- 유요가 319년에 국호를 한(漢)에서 조(趙)로 변경하였다.

## 같이 보기
- 흉노

## 참고 문헌
- 《진서(晉書)》
- 《자치통감(資治通鑑)》